# Calleulype propinqua
Calleulype propinqua är en fjärilsart som beskrevs av Butler 1881. Calleulype propinqua ingår i släktet Calleulype och familjen mätare. Inga underarter finns listade i Catalogue of Life.